# Francisco de Paula Vélez
Francisco de Paula Vélez Carbonell (Santafé de Bogotá, 16 de agosto de 1795 - Boyacá, 26 de noviembre de 1858) fue un militar colombiano. 
Fue general de brigada del Ejército Libertador.

## Biografía
Inició su carrera militar en 1812, en el Batallón N°4 de la Nueva Granada, comandado por el teniente coronel Atanasio Girardot. Para 1813, participó en la independencia de Venezuela, combatió en Taguanes (Cojedes) el 31 de julio, luego en Naguanagua (Carabobo), el 30 de septiembre, posteriormente en Trincheras (Carabobo), el 3 de octubre; y en Vigirima (Carabobo), el 25 de noviembre. Al morir Girardot, Bolívar lo ascendió a Capitán y le nombró Comandante del Batallón N°4 de la Unión, que recibió el nombre Girardot.
Luego, en 1815, cuando el oficial español Pablo Morillo sitió Cartagena. Emigró a Jamaica británica y Haití. Hacia 1816 estuvo en la Expedición de Los Cayos, en Haití, y en la retirada comandada por el oficial escocés General de División Gregor MacGregor hacia Barcelona (Anzoátegui); luchó en la Batalla del Juncal (Anzoátegui), el 27 de septiembre de 1815.
Manuel Carlos Piar lo ascendió a Coronel, sobrevivió al ataque a la Casa Fuerte de Barcelona (Anzoátegui), el 7 de abril de 1817. En 1820 estuvo bajo las órdenes del General de Brigada Pedro Zaraza, formó parte del Batallón Granaderos de la 3ra. División en la Segunda Batalla de Carabobo, el 24 de junio de 1821.
Fue ascendido a General de Brigada en 1824, además cumplió cargos públicos como miembro de la Corte Marcial; Comandante de armas de Cundinamarca, y fue prefecto de Boyacá; diputado de la Convención de Ocaña en 1828; y diputado de la provincia de Neiva ante el Congreso Constituyente de 1830.  Recibió de manos de Simón Bolívar el título de buen ciudadano.
En 1854, vivió en Bogotá en una casa cercana a la capilla de Chapinero, antecesora de la actual iglesia de Lourdes.

## Familia
Hijo del funcionario fiscal Antonio Vélez y de Rufina Carbonell. Sobrino del prócer independentista santafereño José María Carbonell Martínez. Sus hermanos, Miguel y Tomás murieron en el proceso de independencia. Contrajo nupcias en 1826.

## Homenajes
Batallón de Infantería N.° 47 General Francisco de Paula Vélez del Ejército Nacional de Colombia en San Pedro de Urabá (Antioquia).